# Bol d'or
Pour les articles homonymes, voir Bol d'or (homonymie).

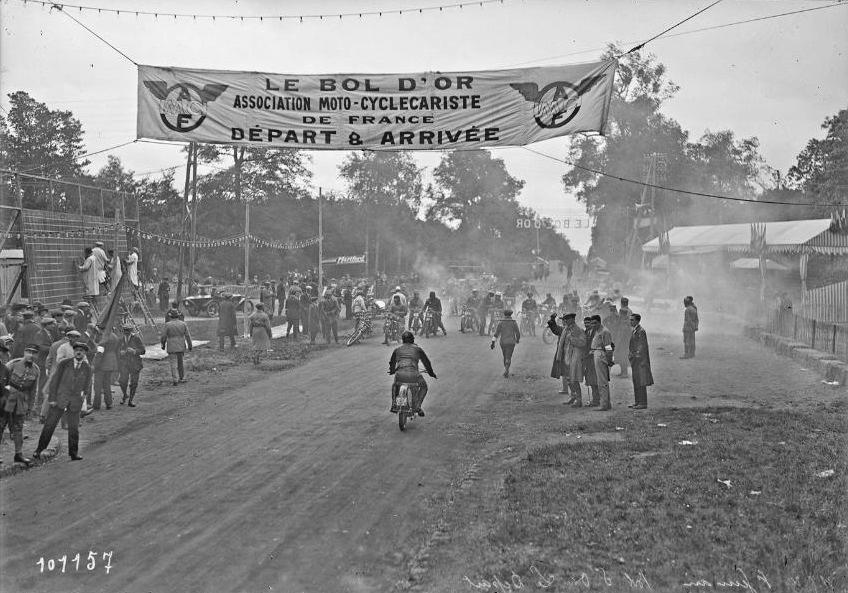
Départ du Bol d'or motocycliste 1925 à Saint Germain-en-Laye.

Le Bol d'Or est une compétition motocycliste d'endurance qui se déroule une fois par an en France.
Il a été créé par Eugène Mauve en 1922 au titre de l'Association des anciens motocyclistes militaires (AAMM), qui deviendra l'Association des moto-cyclecaristes de France (AMCF). Il est réputé comme avoir été la première course motorisée de 24 heures au monde. Il bénéficie aujourd'hui du concours des Éditions Larivière. Un Bol d'or automobile est organisé conjointement, entre 1922 et 1955 (première année à Saint-Germain-en-Laye).

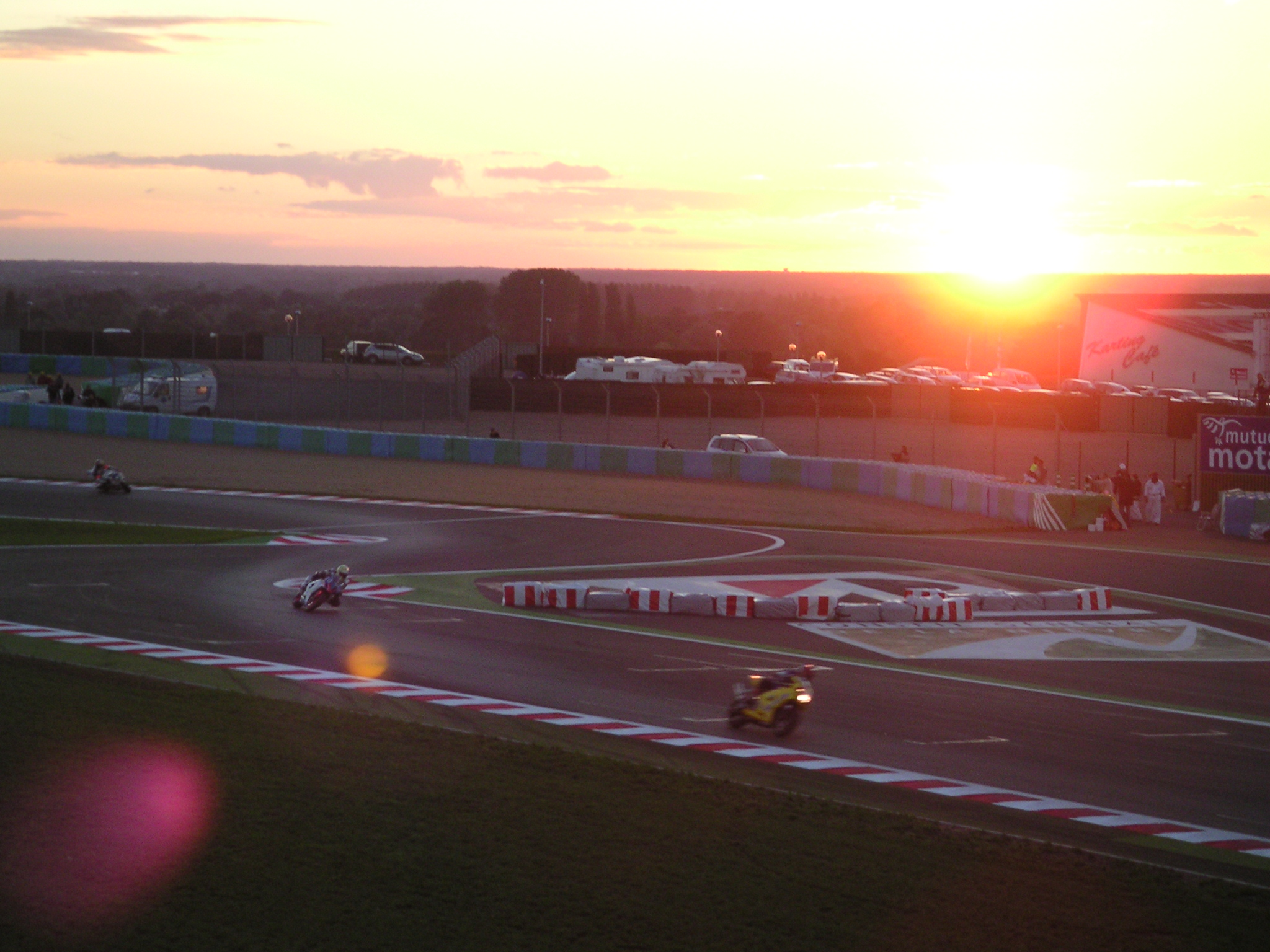
Bol d'or 2005 à Magny-Cours.

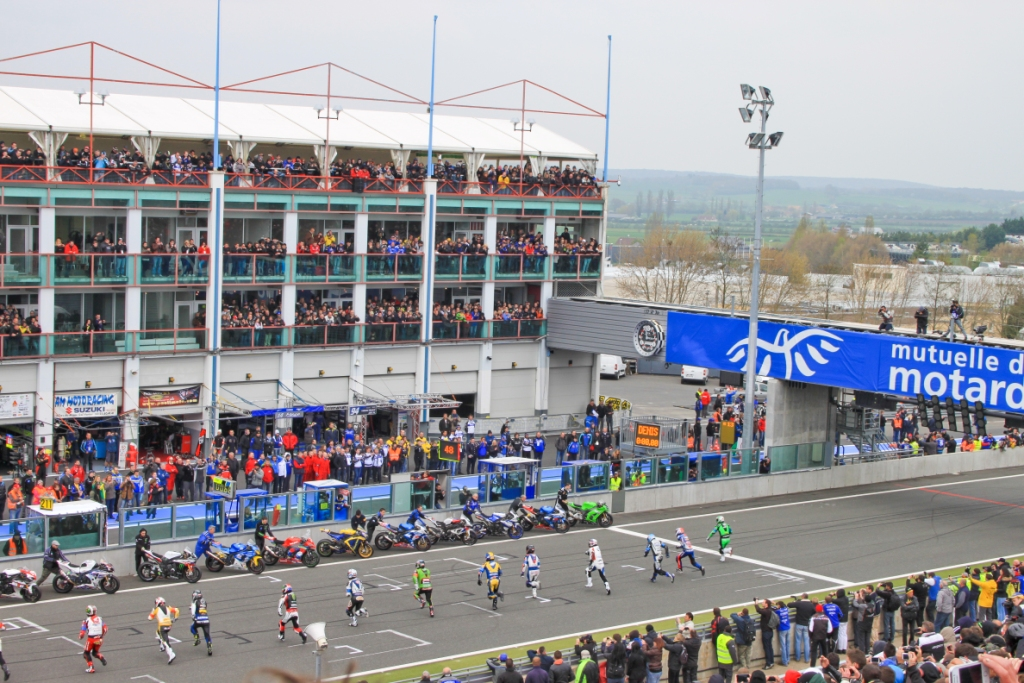
Procédure de départ (2013, Magny-Cours).

## Origine du nom
Le « Bol d'or » tire son nom du Bol d'or, une compétition française de cyclisme sur piste d'endurance sur 24 heures, créée en 1894 par le journal Paris-Pédale. La récompense remise au vainqueur était un bol en bronze, offert par les Chocolats Menier.
Un Bol d'or automobile s'est aussi tenu de 1922 à 1955.

## Historique des circuits
- 1922 : circuit en terre battue situé à Vaujours, Clichy-sous-Bois et Livry-Gargan, long de 5,1 km.
- 1923 à 1926 : circuit des Loges à Saint-Germain-en-Laye.
- 1927 : Circuit de Fontainebleau à Fontainebleau.
- 1928 à 1936 : circuit des Loges à Saint-Germain-en-Laye.
- 1937 à 1939 : autodrome de Linas-Montlhéry.
- 1940 à 1946 : ne s'est pas couru (Seconde Guerre mondiale).
- 1947 et 1948 : Saint-Germain-en-Laye.
- 1949 et 1950 : autodrome de Linas-Montlhéry.
- 1951 : Saint-Germain-en-Laye.
- 1952 à 1960 : autodrome de Linas-Montlhéry.
- 1961 à 1968 : course abandonnée.
- 1969 et 1970 : autodrome de Linas-Montlhéry.
- 1971 à 1977 : circuit Bugatti, au Mans.
- 1978 à 1999 : circuit Paul-Ricard (Le Castellet).
- 2000 à 2014 : circuit de Nevers Magny-Cours.
- Depuis 2015 : circuit Paul-Ricard[4].

## Évolution
Le Bol d'or est l'occasion d'un important rassemblement motocycliste, avec fête foraine, concerts, animations, exposition de motos, etc.

### 1922 (Vaujours)
Lors de la création de l'épreuve, un seul pilote est autorisé par machine : cette disposition sera maintenue durant plus de trente années. La vitesse moyenne du vainqueur est de 51,3 km/h (Motosacoche 500 cm3).

### 1923-1936 (Saint-Germain-en-Laye)

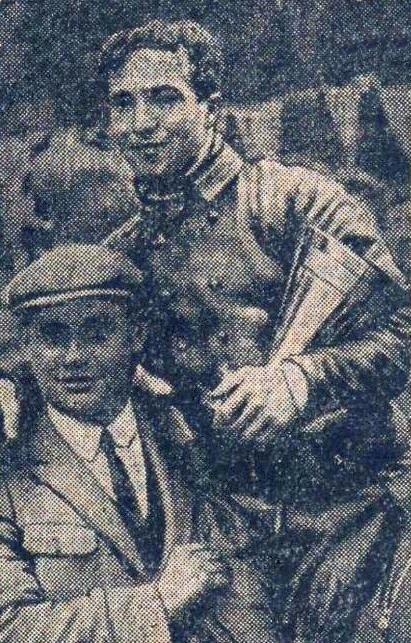
Louis Jeannin, vainqueur en 1932.

L'épreuve est disputée sur le circuit des Loges, puis sur le circuit de la Ville, avec une exception en 1927 (Fontainebleau). Des marques françaises y participent et gagnent, Monet-Goyon (500 cm3) en 1930 et Jonghi (350 cm3) en 1932. La vitesse moyenne du vainqueur passe de 58,51 km/h en 1923 à 84,87 km/h en 1936.
En 1931, Joséphine Baker, à l'apogée de sa célébrité, se rend sur l'épreuve.

### 1947-1951 (Linas-Montlhéry et Saint-Germain-en-Laye)
Après la Seconde Guerre mondiale, Maurice Vimont (AMCF) reprend le flambeau d'Eugène Mauve ; il sera rejoint plus tard par Marcel Delaherche et Luc Méloua sur le plan technique. Des machines d'avant guerre s'alignent, mais les concurrents commencent à disposer de moteurs plus modernes (BMW et DKW pour les motos allemandes, Matchless, Norton, Triumph et Velocette pour les motos anglaises, Monet-Goyon, Motobécane et Terrot pour les motos françaises, Moto Guzzi pour les motos italiennes).

### 1952-1960 (Linas-Montlhéry)
La compétition se déroule sur le circuit de 6,3 km de l'autodrome, empruntant la moitié de l'anneau de vitesse. La période est dominée par les machines anglaises (Norton Manx monocylindre 500 cm3 et Triumph vertical twin 500 cm3). Plusieurs équipes d'usine étrangères participent, l'équipe allemande BMW (bicylindre à plat de 500 cm3), l'équipe tchécoslovaque Jawa (bicylindre 2-temps de 350 cm3) et l'équipe autrichienne Puch (2-temps de 250 cm3) qui remportent chacune une victoire. Une Moto Guzzi (250 cm3) italienne gagne également. Une équipe d'usine hongroise, Panonia, participe sans vaincre.
Un pilote français devient la légende du Bol d'or, Gustave Lefèvre, dit « Tatave », qui remporte sept victoires (record absolu) de 1947 à 1957.
À partir de 1954 deux pilotes sont autorisés par machine : ils se relaient lors des ravitaillements (plein d'essence et rapide entretien de la machine). La vitesse moyenne des vainqueurs passe de 97,16 km/h en 1952 à 113,90 km/h en 1960.

### 1969-1970 (Linas-Montlhéry)
L'épreuve renaît du fait de l'arrivée massive des motos japonaises, dont deux modèles pulvérisent les cadres habituels : la Honda CB 750 Four avec son moteur quatre-cylindres 4-temps, et la Kawasaki 500 H1 et son moteur tricylindre, 2-temps. En 1969, le duel tourne à l'avantage de la Honda (750 cm3). En 1970, les machines anglaises prennent leur revanche avec la Triumph Trident (750 cm3) à la vitesse moyenne de 123,30 km/h.

### 1971-1977 (Le Mans)

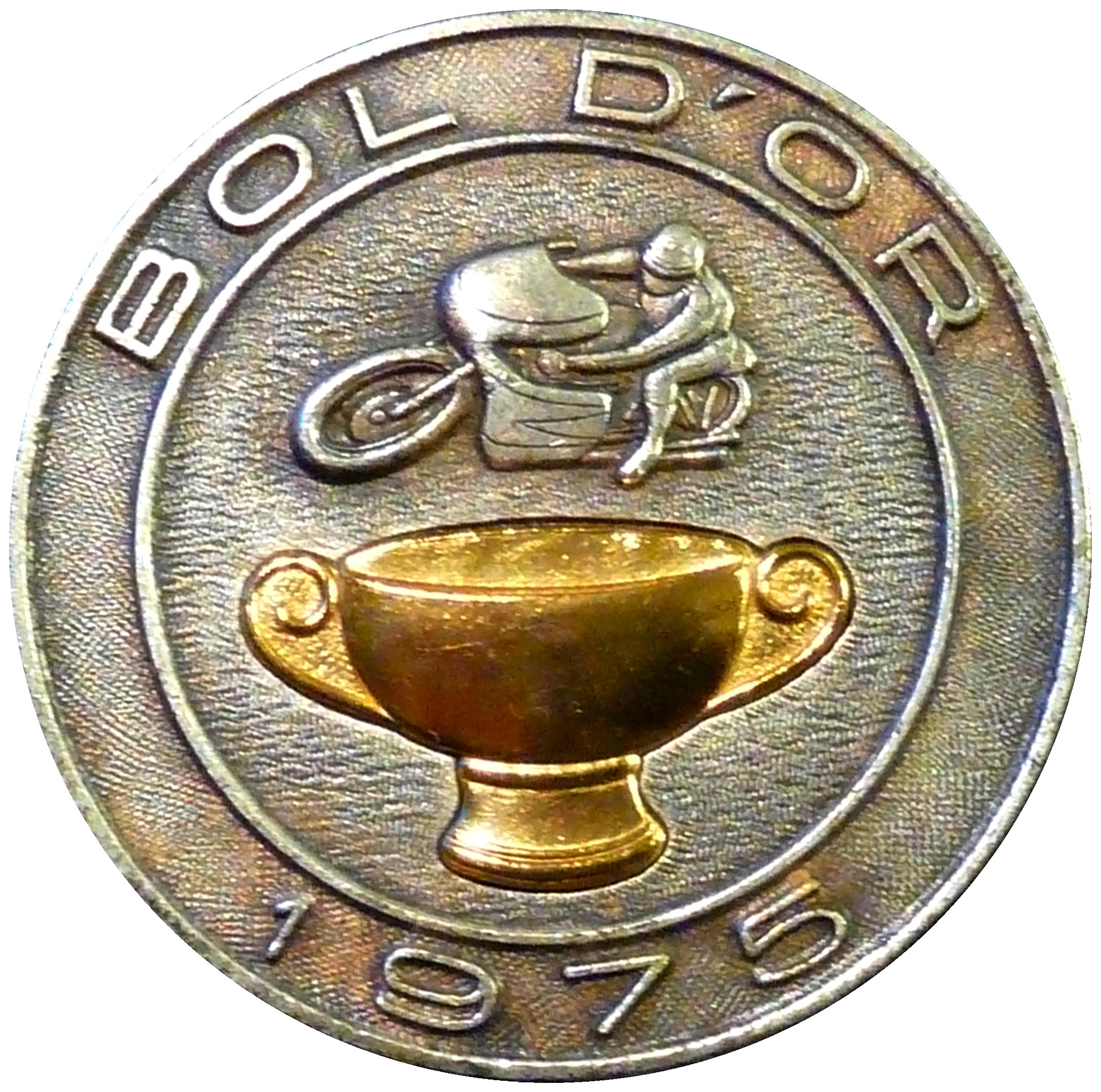
Broche en métal, commémorative du Bol d'or 1975.

L'épreuve est inscrite à la Coupe d'endurance de la Fédération internationale de motocyclisme (FIM) comme les épreuves -selon les années- allemande du Nürburgring, belge de Zolder ou de Spa, britannique de Truxton, espagnole de Barcelone et italienne de Misano ou de Mugello. À partir de 1972, le monopole de la victoire s'installe au profit des machines japonaises. La vitesse moyenne des vainqueurs passe de 113,495 km/h en 1971 (Triumph Trident 750 cm3) à 134,81 km/h en 1977 (Honda RCB 1 000 cm3).

### 1978-1999 (Le Castellet)
L'épreuve est inscrite au championnat d'Europe d'endurance moto, à la Coupe d'endurance de la FIM ou au championnat du monde d'endurance moto selon les années. À partir de 1982 trois pilotes par machine sont autorisés. En 1994, Dominique Sarron devient co-recordman du nombre de victoires. La vitesse moyenne des vainqueurs est de 145,97 km/h en 1978 (Honda 1000 RCB) pour plafonner à 168 km/h en 1997 (Kawasaki ZX-7R 750 cm3).

### 2000-2014 (Magny-Cours)
De 1999 à 2011, la suprématie Suzuki est interrompue par Yamaha à deux reprises, en 2000 (YZF-R7 avec au guidon Jean-Marc Delétang, Fabien Foret et Mark Willis) et en 2007 (GMT94, YZF-R1 avec au guidon David Checa, Sébastien Gimbert et Olivier Four). De 2012 à 2014, la suprématie revient à Kawasaki (SRC).
En 2011, l'épreuve se déroule pour la première fois le troisième week-end d'avril (elle était traditionnellement programmée le deuxième week-end de septembre). Vincent Philippe devient le deuxième co-recordman du nombre de victoires.
En 2014, elle se dispute sur le circuit de 4,411 km. Cinquante-sept concurrents sont admis au départ (68 aux essais). Différentes catégories de machine concourent, dont les 1 200 cm3 Open. Charles Krajka, vétéran des Bols d'or à Linas-Montlhéry et de la Fédération française de motocyclisme, est membre d'honneur du comité d'organisation. La vitesse moyenne des vainqueurs, qui était de 141,74 km/h en 2000, est de 154,90 km/h.

### 2015 (Le Castellet)

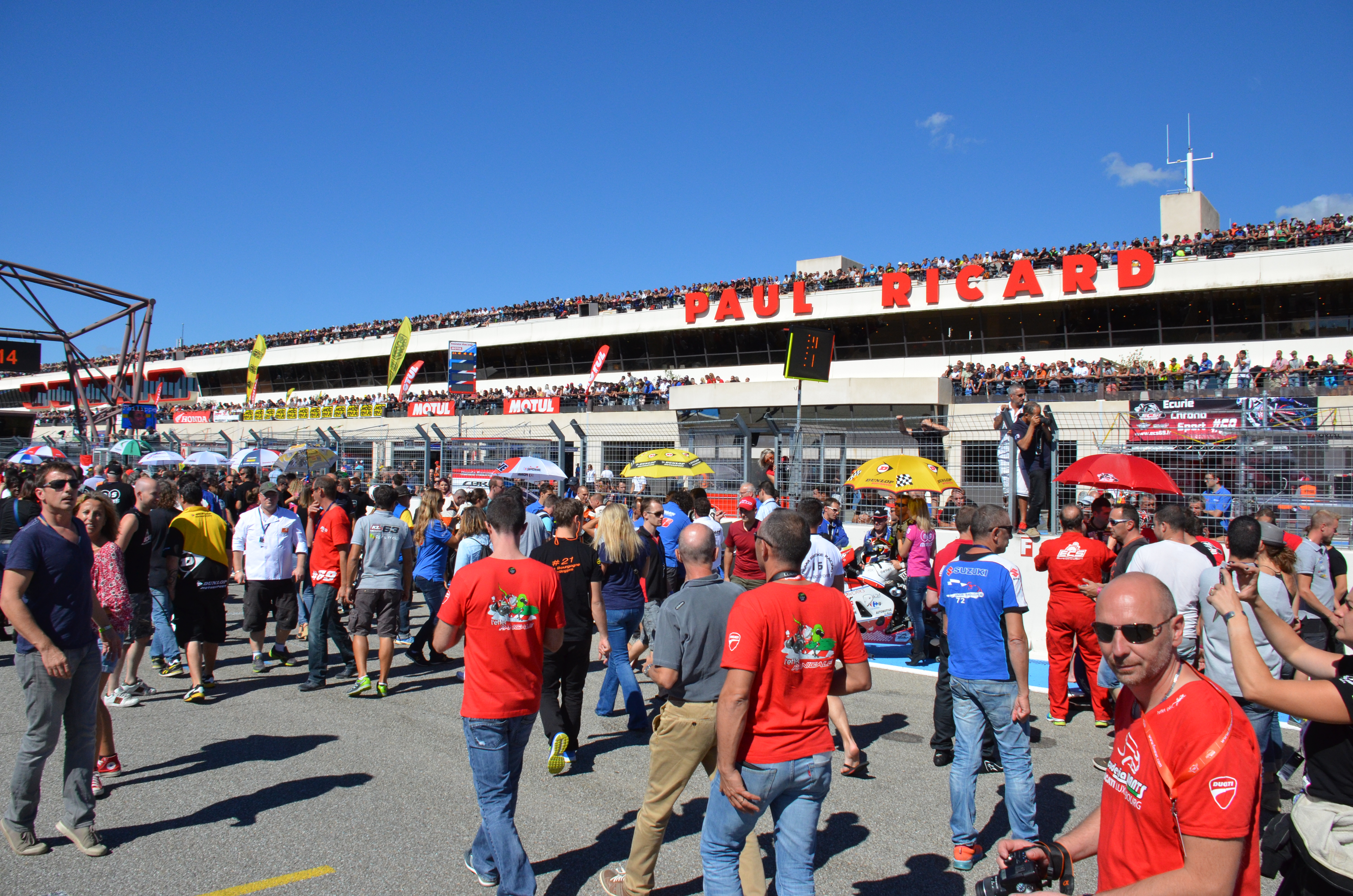
Départ du Bol d'or 2015.

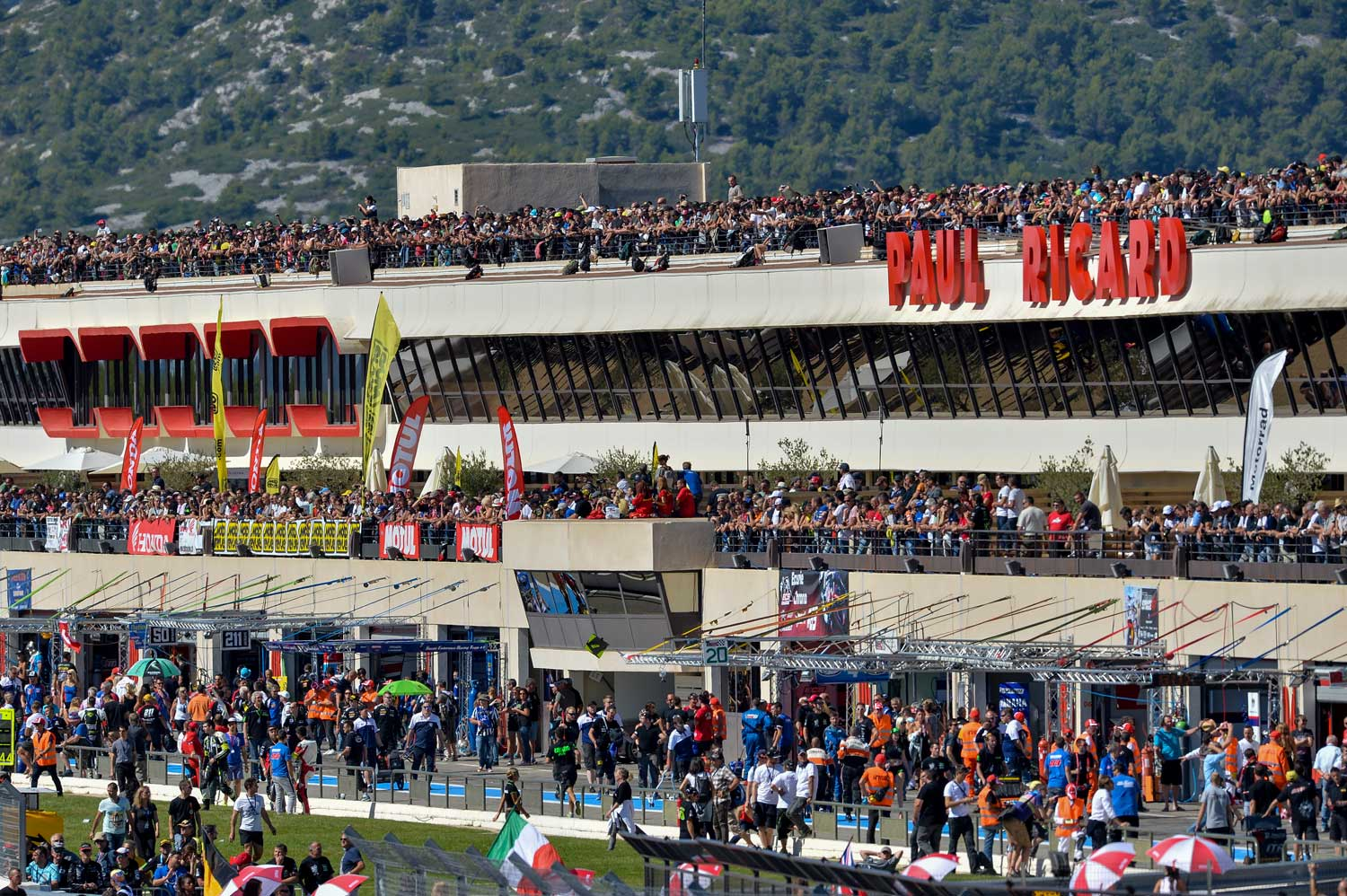
Tribunes en 2015.

Cette année marque le retour du Bol d’or sur le circuit Paul-Ricard. Environ 74 000 spectateurs ont pu assister à une course très disputée. Le team Kawasaki SRC gagne la compétition alors que le SERT est sacré champion du monde FIM EWC.

### 2016 (Le Castellet)
Cette année, la FIM EWC débutera sur un nouveau format de saison de septembre à juillet avec une ouverture au Bol d’or les 16, 17 et 18 septembre 2016, course française mythique de 24 heures qui a fait son retour l’année dernière au Castellet, et une grande finale au Japon avec les 8 Heures de Suzuka.
C'est également lors de cette édition que pour la 1re fois un équipage 100 % féminin, le Girls Racing Team, est qualifié et termine cette épreuve à la 23e place et 12e dans sa catégorie (SST). Amandine Creusot (France), Jolanda Van Westrenen (Pays-Bas), Muriel Simorre (France), pilote réserve Carole Gonçalves (France), team Manager Laura Costa (France).

## Palmarès
| Année     | Circuit                                 | Pilotes                                                         | Moto                                    | Formule / Championnat                   |
| --------- | --------------------------------------- | --------------------------------------------------------------- | --------------------------------------- | --------------------------------------- |
| 1922      | Vaujours                                | Tony Zind                                                       | Motosacoche                             |                                         |
| 1923      | Saint-Germain                           | Tony Zind                                                       | Motosacoche                             |                                         |
| 1924      | Saint-Germain                           | René Francisquet                                                | Sunbeam                                 |                                         |
| 1925      | Saint-Germain                           | René Francisquet                                                | Sunbeam                                 |                                         |
| 1926      | Saint-Germain                           | Damitio                                                         | Sunbeam                                 |                                         |
| 1927      | Fontainebleau                           | Lempereur[Qui ?]                                                | FN                                      |                                         |
| 1928      | Saint-Germain                           | Victor Vroonen                                                  | Gillet-Herstal                          |                                         |
| 1929      | Saint-Germain                           | Victor Vroonen                                                  | Gillet-Herstal                          |                                         |
| 1930      | Saint-Germain                           | Paul Debaisieux                                                 | Monet-Goyon                             |                                         |
| 1931      | Saint-Germain                           | Germain Patural                                                 | Velocette                               |                                         |
| 1932      | Saint-Germain                           | Louis Jeannin                                                   | Jonghi                                  |                                         |
| 1933      | Saint-Germain                           | René Boura                                                      | Velocette                               |                                         |
| 1934      | Saint-Germain                           | Robert Vasseur (dit « Willing »)                                | Velocette                               |                                         |
| 1935      | Saint-Germain                           | René Boura                                                      | Norton                                  |                                         |
| 1936      | Saint-Germain                           | Edgar Craët                                                     | Gillet-Herstal                          |                                         |
| 1937      | Linas-Montlhéry                         | Robert Tabart                                                   | Norton                                  |                                         |
| 1938      | Linas-Montlhéry                         | Robert Tinoco                                                   | Harley-Davidson                         |                                         |
| 1939      | Linas-Montlhéry                         | Édouard Hordelalay                                              | Motobécane                              |                                         |
| 1940-1946 | Pas d'épreuve (Seconde Guerre mondiale) | Pas d'épreuve (Seconde Guerre mondiale)                         | Pas d'épreuve (Seconde Guerre mondiale) | Pas d'épreuve (Seconde Guerre mondiale) |
| 1947      | Saint-Germain                           | Gustave Lefèvre                                                 | Norton                                  |                                         |
| 1948      | Saint-Germain                           | Jacques Lenglet                                                 | BMW                                     |                                         |
| 1949      | Linas-Montlhéry                         | Gustave Lefèvre                                                 | Norton                                  |                                         |
| 1950      | Linas-Montlhéry                         | Gustave Lefèvre                                                 | Norton                                  |                                         |
| 1951      | Saint-Germain                           | Gustave Lefèvre                                                 | Norton                                  |                                         |
| 1952      | Linas-Montlhéry                         | Pierre Collignon                                                | Moto Guzzi                              |                                         |
| 1953      | Linas-Montlhéry                         | Gustave Lefèvre                                                 | Norton                                  |                                         |
| 1954      | Linas-Montlhéry                         | Johann Weingartmann / Helmut Volzwinkler                        | Puch                                    |                                         |
| 1955      | Linas-Montlhéry                         | Oldřich Hameršmid / Saša Klint                                  | Jawa                                    |                                         |
| 1956      | Linas-Montlhéry                         | Gustave Lefèvre / Georges Briand                                | Norton                                  |                                         |
| 1957      | Linas-Montlhéry                         | Gustave Lefèvre / Georges Briand                                | Norton                                  |                                         |
| 1958      | Linas-Montlhéry                         | Inizan / Mutel                                                  | Triumph                                 |                                         |
| 1959      | Linas-Montlhéry                         | Jean-Claude Bargetzi / Georges Briand                           | Norton                                  |                                         |
| 1960      | Linas-Montlhéry                         | René Maucherat / René Vasseur                                   | BMW                                     | Coupe d'endurance                       |
| 1961-1968 | Pas d'épreuve                           | Pas d'épreuve                                                   | Pas d'épreuve                           | Pas d'épreuve                           |
| 1969      | Linas-Montlhéry                         | Michel Rougerie / Daniel Urdich                                 | Honda                                   | Coupe d'endurance                       |
| 1970      | Linas-Montlhéry                         | Tom Dickie / Paul Smart                                         | Triumph                                 | Coupe d'endurance                       |
| 1971      | Le Mans                                 | Percy Tait / Ray Pickrell                                       | Triumph                                 | Coupe d'endurance                       |
| 1972      | Le Mans                                 | Gérard Debrock / Roger Ruiz                                     | Honda-Japauto                           | Coupe d'endurance                       |
| 1973      | Le Mans                                 | Gérard Debrock / Thierry Tchernine                              | Honda-Japauto                           | Coupe d'endurance                       |
| 1974      | Le Mans                                 | Alain Genoud / Georges Godier                                   | Kawasaki                                | Coupe d'endurance                       |
| 1975      | Le Mans                                 | Alain Genoud / Georges Godier                                   | Kawasaki                                | Coupe d'endurance                       |
| 1976      | Le Mans                                 | Alex Georges / Jean-Claude Chemarin                             | Honda                                   | Ch. d’Europe                            |
| 1977      | Le Mans                                 | Christian Léon / Jean-Claude Chemarin                           | Honda                                   | Ch. d’Europe                            |
| 1978      | Le Castellet                            | Christian Léon / Jean-Claude Chemarin                           | Honda                                   | Ch. d’Europe                            |
| 1979      | Le Castellet                            | Christian Léon / Jean-Claude Chemarin                           | Honda                                   | Ch. d’Europe                            |
| 1980      | Le Castellet                            | Pierre-Étienne Samin / Frank Gross                              | Suzuki                                  | Ch. du monde                            |
| 1981      | Le Castellet                            | Dominique Sarron / Jean-Claude Jaubert                          | Honda                                   | Ch. du monde                            |
| 1982      | Le Castellet                            | Jean Lafond / Hervé Guilleux / Patrick Igoa                     | Kawasaki                                | Ch. du monde                            |
| 1983      | Le Castellet                            | Dominique Sarron / Raymond Roche / Guy Bertin                   | Honda                                   | Ch. du monde                            |
| 1984      | Le Castellet                            | Jean-Pierre Oudin / Patrick de Radiguès                         | Suzuki                                  | Ch. du monde                            |
| 1985      | Le Castellet                            | Alex Vieira / Gérard Coudray / Patrick Igoa                     | Honda                                   | Ch. du monde                            |
| 1986      | Le Castellet                            | Dominique Sarron / Pierre Bolle / Jean-Louis Battistini         | Honda                                   | Ch. du monde                            |
| 1987      | Le Castellet                            | Dominique Sarron / Jean-Michel Mattioli / Jean-Louis Battistini | Honda                                   | Ch. du monde                            |
| 1988      | Le Castellet                            | Alex Vieira / Dominique Sarron / Christophe Bouheben            | Honda                                   | Ch. du monde                            |
| 1989      | Le Castellet                            | Alex Vieira / Jean-Michel Mattioli / Roger Burnett              | Honda                                   | Ch. du monde                            |
| 1990      | Le Castellet                            | Alex Vieira / Jean-Michel Mattioli / Stéphane Mertens           | Honda                                   | Ch. du monde                            |
| 1991      | Le Castellet                            | Alex Vieira / Miguel Duhamel / Jean-Louis Battistini            | Kawasaki                                | Ch. du monde                            |
| 1992      | Le Castellet                            | Terry Rymer / Carl Fogarty / Steve Hislop                       | Kawasaki                                | Ch. du monde                            |
| 1993      | Le Castellet                            | Dominique Sarron / Jean-Marc Delétang / Bruno Bonhuil           | Suzuki                                  | Ch. du monde                            |
| 1994      | Le Castellet                            | Dominique Sarron / Christian Sarron / Yasutomo Nagai            | Yamaha                                  | Ch. du monde                            |
| 1995      | Le Castellet                            | Terry Rymer / Jean-Louis Battistini / Jehan d'Orgeix            | Kawasaki                                | Ch. du monde                            |
| 1996      | Le Castellet                            | Alex Vieira / William Costes / Christian Lavieille              | Honda                                   | Ch. du monde                            |
| 1997      | Le Castellet                            | Terry Rymer / Brian Morrison / Jehan d'Orgeix                   | Kawasaki                                | Ch. du monde                            |
| 1998      | Le Castellet                            | Terry Rymer / Brian Morrison / Peter Goddard                    | Suzuki                                  | Ch. du monde                            |
| 1999      | Le Castellet                            | Terry Rymer / Jehan d'Orgeix / Christian Lavieille              | Suzuki                                  | Ch. du monde                            |
| 2000      | Magny-Cours                             | Jean-Marc Delétang / Fabien Foret / Mark Willis                 | Yamaha                                  | Ch. du monde                            |
| 2001      | Magny-Cours                             | Brian Morrison / Laurent Brian / Christian Lavieille            | Suzuki                                  | Ch. du monde                            |
| 2002      | Magny-Cours                             | Jean-Michel Bayle / Sébastien Gimbert / Nicolas Dussauge        | Suzuki                                  | Ch. du monde                            |
| 2003      | Magny-Cours                             | Jean-Michel Bayle / Sébastien Gimbert / Nicolas Dussauge        | Suzuki                                  | Ch. du monde                            |
| 2004      | Magny-Cours                             | Vincent Philippe / Matthieu Lagrive / Keiichi Kitagawa (en)     | Suzuki                                  | Ch. du monde                            |
| 2005      | Magny-Cours                             | Vincent Philippe / Matthieu Lagrive / Keiichi Kitagawa          | Suzuki                                  | Ch. du monde                            |
| 2006      | Magny-Cours                             | Vincent Philippe / Matthieu Lagrive / Keiichi Kitagawa          | Suzuki                                  | Ch. du monde                            |
| 2007      | Magny-Cours                             | David Checa / Sébastien Gimbert / Olivier Four                  | Yamaha                                  | Ch. du monde                            |
| 2008      | Magny-Cours                             | Vincent Philippe / Matthieu Lagrive / Julien Da Costa           | Suzuki                                  | Ch. du monde                            |
| 2009      | Magny-Cours                             | Vincent Philippe / Freddy Foray / Olivier Four                  | Suzuki                                  | Ch. du monde                            |
| 2010      | Magny-Cours                             | Vincent Philippe / Guillaume Dietrich / Freddy Foray            | Suzuki                                  | Ch. du monde                            |
| 2011      | Magny-Cours                             | Vincent Philippe / Freddy Foray / Anthony Delhalle              | Suzuki                                  | Ch. du monde                            |
| 2012      | Magny-Cours                             | Grégory Leblanc / Julien Da Costa / Olivier Four                | Kawasaki                                | Ch. du monde                            |
| 2013      | Magny-Cours                             | Grégory Leblanc / Jeremy Guarnoni / Loris Baz                   | Kawasaki                                | Ch. du monde                            |
| 2014      | Magny-Cours                             | Grégory Leblanc / Matthieu Lagrive / Nicolas Salchaud           | Kawasaki                                | Ch. du monde                            |
| 2015      | Le Castellet                            | Grégory Leblanc / Matthieu Lagrive / Fabien Foret               | Kawasaki                                | Ch. du monde                            |
| 2016      | Le Castellet                            | Anthony Delhalle / Vincent Philippe / Étienne Masson            | Suzuki                                  | Ch. du monde                            |
| 2017      | Le Castellet                            | David Checa / Niccolò Canepa / Mike Di Meglio                   | Yamaha                                  | Ch. du monde                            |
| 2018      | Le Castellet                            | Freddy Foray / Joshua Hook (en) / Mike Di Meglio                | Honda                                   | Ch. du monde                            |
| 2019      | Le Castellet                            | Vincent Philippe / Étienne Masson / Gregg Black                 | Suzuki                                  | Ch. du monde                            |
| 2020      | Pas d'épreuve (Pandémie de Covid-19)    | Pas d'épreuve (Pandémie de Covid-19)                            | Pas d'épreuve (Pandémie de Covid-19)    | Pas d'épreuve (Pandémie de Covid-19)    |
| 2021      | Le Castellet                            | Sylvain Guintoli / Xavier Siméon / Gregg Black                  | Suzuki                                  | Ch. du monde                            |
| 2022      | Le Castellet                            | Florian Alt (en) / Erwan Nigon / Steven Odendaal (en)           | Yamaha                                  | Ch. du monde                            |
| 2023      | Le Castellet                            | Gregg Black / Sylvain Guintoli / Étienne Masson                 | Suzuki                                  | Ch. du monde                            |
| 2024      | Le Castellet                            | Gregg Black / Étienne Masson / Dan Linfoot (en)                 | Suzuki                                  | Ch. du monde                            |

## Records et statistiques
Victoires par pilote
| Rang | Pilote               | Victoires | Années                                               |
| ---- | -------------------- | --------- | ---------------------------------------------------- |
| 1    | Vincent Philippe     | 9         | 2004, 2005, 2006, 2008, 2009, 2010, 2011, 2016, 2019 |
| 2    | Gustave Lefèvre      | 7         | 1947, 1949, 1950, 1951, 1953, 1956, 1957             |
| 2    | Dominique Sarron     | 7         | 1981, 1983, 1986, 1987, 1988, 1993, 1994             |
| 3    | Alex Vieira          | 6         | 1985, 1988, 1989, 1990, 1991, 1996                   |
| 3    | Matthieu Lagrive     | 6         | 2004, 2005, 2006, 2008, 2014, 2015                   |
| 5    | Terry Rymer          | 5         | 1992, 1995, 1997, 1998, 1999                         |
| 6    | Jean-Claude Chemarin | 4         | 1976, 1977, 1978, 1979                               |
| 6    | Etienne Masson       | 4         | 2016, 2019, 2023, 2024                               |
| 6    | Gregg Black          | 4         | 2019, 2021, 2023, 2024                               |

Victoires consécutives par pilote
| Rang | Pilotes          | Victoires consécutives | Années      |
| ---- | ---------------- | ---------------------- | ----------- |
| 1    | Alex Vieira      | 4                      | 1988 à 1991 |
| 1    | Vincent Philippe | 4                      | 2008 à 2011 |
| 1    | Grégory Leblanc  | 4                      | 2012 à 2015 |
| 5    | Gustave Lefèvre  | 3                      | 1949 à 1951 |
| 5    | Christian Léon   | 3                      | 1977 à 1979 |
| 5    | Dominique Sarron | 3                      | 1986 à 1988 |
| 5    | Keiichi Kitagawa | 3                      | 2004 à 2006 |
| 5    | Terry Rymer      | 3                      | 1997 à 1999 |
| 5    | Matthieu Lagrive | 3                      | 2004 à 2006 |

Victoires par nation (pilotes)
| Rang | Nation          | Victoires | Pilotes |
| ---- | --------------- | --------- | ------- |
| 1    | France          | 128       |         |
| 2    | Royaume-Uni     | 16        | 9       |
| 3    | Belgique        | 6         | 5       |
| 4    | Japon           | 4         | 2       |
| 4    | Suisse          | 4         | 2       |
| 6    | Australie       | 2         | 2       |
| 6    | Autriche        | 2         | 2       |
| 6    | Tchécoslovaquie | 2         | 2       |
| 8    | Canada          | 1         | 1       |
| 8    | Espagne         | 1         | 1       |

Victoires par constructeur
| Rang | Constructeur    | Victoires | Année |
| ---- | --------------- | --------- | --- |
| 1    | Suzuki          | 20        | 1980, 1984, 1993, 1998, 1999, 2001, 2002, 2003, 2004, 2005, 2006, 2008, 2009, 2010, 2011, 2016, 2019, 2021, 2023, 2024 |
| 2    | Honda           | 17        | 1969, 1972, 1973, 1976, 1977, 1978, 1979, 1981, 1983, 1985, 1986, 1987, 1988, 1989, 1990, 1996, 2018                   |
| 3    | Kawasaki        | 11        | 1974, 1975, 1982, 1991, 1992, 1995, 1997, 2012, 2013, 2014, 2015                                                       |
| 4    | Norton          | 10        | 1935, 1937, 1947, 1949, 1950, 1951, 1953, 1956, 1957, 1959                                                             |
| 5    | Yamaha          | 5         | 1994, 2000, 2007, 2017, 2022                                                                                           |
| 6    | Sunbeam         | 3         | 1924, 1925, 1926 |
| 6    | René Gillet     | 3         | 1928, 1929, 1936 |
| 6    | Velocette       | 3         | 1931, 1933, 1937 |
| 6    | Triumph         | 3         | 1958, 1970, 1971 |
| 10   | Motosacoche     | 2         | 1922, 1923 |
| 10   | BMW             | 2         | 1948, 1960 |
| 12   | FN Herstal      | 1         | 1927 |
| 12   | Monet-Goyon     | 1         | 1930 |
| 12   | Jonghi          | 1         | 1932 |
| 12   | Harley-Davidson | 1         | 1938 |
| 12   | Motobécane      | 1         | 1939 |
| 12   | Moto Guzzi      | 1         | 1952 |
| 12   | Puch            | 1         | 1954 |
| 12   | Jawa            | 1         | 1955 |

Victoires consécutives par constructeur
| Rang | Constructeur | Victoires | Année       |
| ---- | ------------ | --------- | ----------- |
| 1    | Honda        | 6         | 1985 à 1990 |
| 1    | Suzuki       | 6         | 2001 à 2006 |
| 3    | Kawasaki     | 4         | 2012 à 2015 |
| 4    | Sunbeam      | 3         | 1924 à 1926 |
| 4    | Norton       | 3         | 1949 à 1951 |

Victoires par nation (constructeurs)
| Rang | Nation          | Victoires |
| ---- | --------------- | --------- |
| 1    | Japon           | 47        |
| 2    | Royaume-Uni     | 19        |
| 3    | France          | 6         |
| 4    | Allemagne       | 2         |
| 4    | Suisse          | 2         |
| 6    | Autriche        | 1         |
| 6    | Belgique        | 1         |
| 6    | États-Unis      | 1         |
| 6    | Italie          | 1         |
| 6    | Tchécoslovaquie | 1         |

## Épreuves dérivées
- Le Bol d'argent : course d'endurance de trois heures disputée en lever de rideau (le vendredi)[18].
- Le Bol d'or classic : épreuve réservée à des motos anciennes se déroulant en septembre.
- La Tasse d'or, épreuve réservée aux « tasses à café » (motos de moins de 50 cm3).[réf. nécessaire][Quand ?]

### Vidéos INA
- « Le Bol d'or remporté par Alain Genoud et Georges Godier » [vidéo], sur ina.fr, ORTF, 23 septembre 1974 (consulté le 3 janvier 2025) au JT de 13H
- « Ambiance au Bol d'Or 1975 » [vidéo], sur ina.fr, Télévision Française 1, 21 septembre 1975 aux IT1 20H